# Fry Peak
Der Fry Peak ist ein rund 2400 m hoher und spitzer Berg im Palmerland auf der Antarktischen Halbinsel. Er ist die südlichste Erhebung der Welch Mountains.
Der United States Geological Survey kartierte ihn im Jahr 1974. Das Advisory Committee on Antarctic Names benannte ihn 1976 nach Leutnant Frederick M. Fry von der United States Navy, Chirurg und Mitglied des Fallschirmrettungsteams der Flugstaffel VXE-6 während der Operation Deep Freeze der Jahre 1969 und 1970.